# Władysław Tajner
Władysław Tajner (* 17. September 1935 in Goleszów; † 27. Februar 2012 in Cieszyn) war ein polnischer Skispringer und Skisprungtrainer.

## Werdegang

### Internationale Karriere
Tajner begann seine Karriere als alpiner Skirennläufer. So gewann er 1951 den polnischen Juniorenmeistertitel im Riesenslalom. Wenig später wechselte er zu den Spezialspringern, wo er bei den Polnischen Meisterschaften 1956 seinen ersten Titel gewinnen konnte. Daraufhin bekam er einen Startplatz für die Olympischen Winterspiele 1956 in Cortina d’Ampezzo. Trotz das er sich kurze Zeit vor den Spielen bei einem Treppensturz verletzte, startete er von der Normalschanze und erreichte nach Sprüngen auf 74 und 76,5 Meter den 16. Platz.
Im Dezember startete Tajner bei der Vierschanzentournee 1956/57. Bereits beim Auftaktspringen auf der Schattenbergschanze in Oberstdorf bewies er dabei deutlich seine Stärke und erreichte den 15. Platz. Auch auf der Bergiselschanze in Innsbruck landete er erneut auf Rang 15. Sein bestes Einzelergebnis der Tournee erreichte er beim Neujahrsspringen in Garmisch-Partenkirchen. Auf der Großen Olympiaschanze sprang er auf den 10. Platz. Nach einem weiteren guten 20. Platz auf der Paul-Außerleitner-Schanze in Bischofshofen beendete er die Tournee auf Rang neun der Gesamtwertung.
Wenig später zeigte Tajner eine durchwachsene Leistung bei der vierten Schweizer Springertournee. So sprang er in Arosa drei Meter weiter als der damalige Schanzenrekord, jedoch stürzte er bei der Landung. Nach Abschluss der Tournee gewann er bei den Polnischen Meisterschaften seinen zweiten nationalen Titel. Noch im gleichen Jahr stellte er beim Skifliegen in Planica mit 114 Metern einen neuen polnischen Rekord auf, der mehrere Jahre Bestand hatte.
Bei der im Winter folgenden Vierschanzentournee 1957/58 konnte er nicht an die Leistungen des Vorjahres anknüpfen und erreichte nach durchwachsenen Springen nur den 29. Platz der Gesamtwertung. Bei den polnischen Meisterschaften kurze Zeit später bewies er aber erneut seine Klasse und sicherte sich seinen dritten nationalen Titel in Folge. Es wurde jedoch auch sein letzter Titel. Lediglich zweimal Bronze 1959 und 1960 konnte er noch einmal gewinnen. Bei der Nordischen Skiweltmeisterschaft 1958 in Lahti sprang er von der Normalschanze auf 59,5 und 64,5 Meter und erreichte damit den 22. Platz.
1959 startete er beim Skifliegen am Kulm in Tauplitz beim Skifliegen. Beim Flug auf 110 Meter stürzte er und zog sich schwere Verletzungen zu. Trotzdem erreichte er noch den 12. Platz. Bei den Olympischen Winterspielen 1960 in Squaw Valley startete Tajner erneut von der Normalschanze. Mit Sprüngen auf 78,5 und 79,5 Meter erreichte er Rang 31. Zuvor hatte sich Tajner im Training den Meniskus im Knie gebrochen, startete aber trotzdem im Wettbewerb.
Bei der Nordischen Skiweltmeisterschaft 1962 in seiner Wahlheimat Zakopane bekam Tajner keinen Startplatz mehr. Mit dem Start bei der Vierschanzentournee 1962/63 gab er schließlich seinen internationalen Abschied. Er beendete die Tournee noch einmal auf Rang 30 der Gesamtwertung. Sein bestes Einzelresultat war Rang 23 in Garmisch-Partenkirchen.

### Nach der aktiven Laufbahn
1971 übersiedelte Tajner nach Österreich, wo er eine Arbeitsstelle beim Skifabrikanten Atomic in Altenmarkt im Pongau annahm. Nur ein Jahr später zog er in die Vereinigten Staaten. Dort lebte er 17 Jahre lang in Carson City, Nevada und arbeitete als Aufzugsingenieur. 1988 kehrte er nach Polen zurück und übernahm beim Club Beskid Brenna den Job des Nachwuchstrainers.
Tajner, der zweimal verheiratet war, hatte die polnische und die US-amerikanische Staatsbürgerschaft und lebte bis zu seinem Tod in Ustroń. Er war der Onkel des erfolgreichen Springers und Trainers Wojciech Tajner. Sein Bruder Leopold Tajner, der als Nordischer Kombinierer international Erfolge sammelte ist der Großvater von Tomisław Tajner.

## Erfolge

### Vierschanzentournee-Platzierungen
| Saison  | Platz | Punkte |
| ------- | ----- | ------ |
| 1956/57 | 09.   | 810,9  |
| 1957/58 | 29.   | 749,7  |
| 1961/62 | 26.   | 789,6  |
| 1962/63 | 30.   | 672,4  |